# La Recrue (série télévisée)
Pour les articles homonymes, voir Recrue.
Production
Diffusion
La Recrue est une série télévisée franco-belge réalisée par Alexandre Coffre et Alexis Charrier d'après un scénario de Pierre-Yves Mora, Marjorie Bosch, Adrien Denis et Anouck Faure, et diffusée pour la première fois en Belgique le 28 avril 2024 sur La Une et en France le 6 mai 2024 sur TF1.
Cette comédie policière est une coproduction de la société En Voiture Simone, de TF1, d'AT-Production et de la RTBF (télévision belge),, réalisée avec la participation de la Radio télévision suisse (RTS) ainsi que le soutien de la région Nouvelle-Aquitaine et du département des Landes.

## Synopsis
La commissaire Emmanuelle Trinquant incite le capitaine Vincent Béraud à intégrer le jeune braqueur Kevin Lorin dans son équipe et à le prendre sous son aile. Béraud, très attaché à la procédure, est très réticent et supporte difficilement ce gamin imprévisible, portant un bandana rouge dans les cheveux, qui peut cependant compter sur le soutien de la commissaire, qui a connu sa mère, et de sa jeune collègue Sofia qui est lasse de jouer les petites mains à l'accueil et aimerait mettre ses talents informatiques au service des enquêtes.
En toile de fond, le capitaine Béraud cherche à élucider le mystère de la disparition de son fils, survenue deux ans auparavant.

## Distribution principale

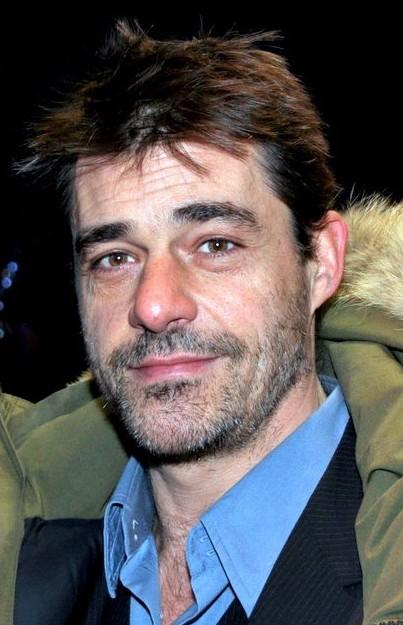
Thierry Neuvic.

- Thierry Neuvic : capitaine Vincent Béraud
- Ethann Isidore : policier adjoint Kevin Lorin
- Judith El Zein : commissaire Emmanuelle Trinquant
- Chloé Chaudoye : Jeanne Durand
- Andréa Lovitch : policier adjoint puis brigadière Sofia Danzi
- Ilian Bergala : Esteban Angelo

## Production

### Genèse et développement
La série est basée sur une idée originale d'Adrien Denis et Anouck Faure, et écrite par Pierre-Yves Mora, Adrien Denis, Marjorie Bosch et Anouck Faure avec la collaboration de Marc Kressmann, Marine Maugrain-Legagneur, Quentin Pissot, Fabienne Facco et Pascal Perbet,,,.
Elle est réalisée par Alexandre Coffre et Alexis Charrier,.

### Attribution des rôles
Face au vétéran Thierry Neuvic, le rôle du jeune arnaqueur de banlieue est tenu par le jeune Ethann Isidore, qui a joué  dans Indiana Jones et le Cadran de la destinée, le cinquième volet de la saga « Indiana Jones », aux côtés de Harrison Ford et de Phoebe Waller-Bridge,,,,. Thierry Neuvic précise : « C'était un vrai régal de jouer avec lui, on s'est beaucoup amusés. Il est bosseur, a de la rigueur. Il est vif, très drôle, curieux, plein de vie… Je me suis reconnu en lui au même âge ».
Ce binôme particulier a séduit Thierry Neuvic : « Mon personnage projette, à travers cet adolescent, sa propre histoire à lui, avec tout ce que ça réveille chez lui. Il est d'abord dans le refus, puis dans l'apprentissage et c'est cela qui m'a séduit ».
Thierry Neuvic, qui est entouré de plusieurs jeunes acteurs, Ethann Isidore, Andréa Lovitch et Ilian Bergala, souligne que « La transmission, c'est important, mais dans les deux sens. Les “anciens” transmettent aux jeunes générations, mais l'inverse est vrai aussi. C'est un accompagnement main dans la main, il n'y a pas de guerre de générations à mener ».
De son côté, Ethann Isidore déclare : « J'adore jouer ces rôles de petits filous. Ils me ressemblent un peu : ils sont tout le temps en train de rire, ils sont surexcités et ils n'ont pas peur d'être ridicules. Ils font les choses pour s'amuser ». Le jeune acteur de 17 ans, qui suit les cours du lycée Pothier à Orléans, précise : « Mon lycée est au courant quand je tourne et ils me fournissent les cours quand je suis absent. J'ai des projets, mais là, je suis concentré sur le bac de français à la fin de l'année ».

### Tournage
Le tournage de la série a lieu à partir du 21 septembre 2023 au Pays basque, notamment à Biarritz (entre autres à l'Hôtel du Palais) et à Saint-Jean-de-Luz (entre autres devant le Grand Hôtel), ainsi qu'à Bayonne et Anglet, aussi dans les Landes (notamment à Capbreton, Hossegor et Seignosse),,,,.

### Fiche technique
Sauf indication contraire, les informations mentionnées dans cette section peuvent être confirmées par la base de données cinématographiques Allociné,  présente dans la section « Liens externes ».
- Titre français : La Recrue
- Genre : Comédie policière[16],[7]
- Production : Caroline Solanillas et Laurent Ceccaldi
- Sociétés de production : En Voiture Simone, TF1, AT-Production et la RTBF[1]
- Réalisation : Alexandre Coffre (épisodes 1, 2, 5 et 6) et Alexis Charrier (épisodes 3 et 4)[5],[6]
- Scénario : Pierre-Yves Mora, Marjorie Bosch, Adrien Denis et Anouck Faure[1],[3],[6]
- Musique : Éric Neveux
- Décors : Emma Cuillery
- Costumes : David Rossini
- Photographie : Martial Schmeltz
- Son : Pascal Armant
- Montage : Laurence Bawedin et Kako kelber
- Maquillage : Agnès Morlhigem
- Pays de production :  France /  Belgique
- Langue originale : français
- Format : couleur
- Nombre de saisons : 1
- Nombre d'épisodes[1],[3] : 6
- Durée : 52 minutes[1],[3]
  - Belgique : 28 avril 2024 sur La Une[17]
  - France : 6 mai 2024 sur TF1[5],[6],[9]

## Épisodes

### 1 - La recrue
Le jeune braqueur Kevin Lorin se fait pincer par la police alors qu'il tente de voler un diamant au casino de Biarritz. La commissaire Trinquant incite le capitaine Béraud à intégrer Kevin dans son équipe pour enquêter sur l'assassinat d'une employée du casino. Béraud est très réticent et supporte difficilement ce gamin imprévisible mais Kevin peut compter sur le soutien de la commissaire, qui a connu sa mère dans le passé.

### 2 - La dernière corrida
Xavier Ortiz, éleveur de taureaux, est poignardé dans l'arène de son domaine. Sa fille Hélène, psychologiquement instable, est retrouvée près du corps par un employé du domaine mais le capitaine Béraud ne peut croire à sa culpabilité.
- Jérémie Covillault : Patrick Ortiz

### 3 - Trop belles pour toi
Une Miss est retrouvée assassinée juste après son couronnement dans le concours de "Miss Dunes" dirigé par Flora et Frédéric Noblet. Le capitaine Béraud et la commissaire Trinquant décident d'infiltrer Kevin et la lieutenante Jeanne Durand dans le concours : Kevin officiera en tant que présentateur et Jeanne se glissera parmi les candidates.
- Benjamin Egner : Frédéric Noblet
- Stéphanie Fatout : Flora Noblet
- Laura Genovino : Vanessa Maraud

### 4 - Retour au lycée
Un pêcheur à la ligne trouve dans les rochers le cadavre d'un surfeur, entravé aux mains et aux pieds. Le capitaine Béraud reconnaît immédiatement la victime : Quentin Meyer était le meilleur ami de son fils Julien, disparu exactement deux ans plus tôt. Peu après, c'est le cadavre de Josh qui est retrouvé dans des conditions similaires. Les deux garçons faisaient partie, avec India et Titouan, d'une bande de cinq surfeurs, les "Riders", à laquelle appartenait également Julien, le fils de Béraud disparu deux ans plus tôt.
- Hélie-Rose Dalmay : India
- Yoann Eloundou : Titouan
- Joseph Pierre : Josh
- Axel Naroditzky : Quentin Meyer
- Mélanie Robert : Mélanie

### 5 - La vie de château
Dans le château où Charles Delauney et Carole Bourbon Delauney célèbrent le mariage de leur fille Cécile, Oscar Bourbon, l'oncle de la mariée, est retrouvé pendu. Le capitaine Béraud infiltre Kevin en le faisant passer pour Grégoire Bourbon, un cousin américain de la famille.
- Romane Portail : Cécile Delauney
- Nathalie Besançon : Carole Bourbon Delauney
- Liam Baty : Luca Fernandez

### 6 - Tricher n'est pas jouer
Kevin et Sofia passent le concours de gardien de la paix. Kevin se fait éliminer pour cause de tricherie. Mais à la sortie de l'examen, Sofia se fait enlever par Leandro Mintegui, son ex-compagnon, un dealer psychopathe qui est sorti récemment de prison. Leandro la retient dans une maison avec la complicité de sa sœur, en attendant de passer au Maroc. Bien qu'exclu de la police, Kevin fait des pieds et des mains pour aider le capitaine Béraud à retrouver Sofia.
- Mikaël Mittelstadt : Leandro Mintegui

## Accueil

### Audiences et diffusion

#### En Belgique
En Belgique, la série est diffusée le dimanche vers 20 h 50 sur La Une par salve de deux épisodes du 28 avril au 12 mai 2024.
| Épisode              | Diffusion              | Diffusion            | Audience moyenne          | Audience moyenne | Réf.   |
| Épisode              | Jour                   | Horaire              | Nombre de téléspectateurs | Classement       | Réf.   |
| -------------------- | ---------------------- | -------------------- | ------------------------- | ---------------- | ------ |
| 1                    | Dimanche 28 avril 2024 | 20 h 50 - 21 h 50    | 281 164                   | 2e               | [ 18 ] |
| 2                    | Dimanche 28 avril 2024 | 21 h 50 - 22 h 50    | 281 164                   | 2e               | [ 18 ] |
| 3                    | Dimanche 5 mai 2024    | 20 h 50 - 21 h 50    | 261 683                   | 2e               | [ 19 ] |
| 4                    | Dimanche 5 mai 2024    | 21 h 50 - 22 h 50    | 261 683                   | 2e               | [ 19 ] |
| 5                    | Dimanche 12 mai 2024   | 20 h 50 - 21 h 50    | 288 171                   | 2e               | [ 20 ] |
| 6                    | Dimanche 12 mai 2024   | 21 h 50 - 22 h 50    | 288 171                   | 2e               | [ 20 ] |
|                      |                        |                      |                           |                  |        |
| Moyenne de la saison | Moyenne de la saison   | Moyenne de la saison | 277 006                   | 2e               |        |

- Les plus hauts chiffres d'audience
- Les plus bas chiffres d'audience

#### En France
En France, la série est diffusée le lundi vers 21 h 10 sur TF1 par salve de deux épisodes du 6 au 20 mai 2024,,.
| Épisode              | Diffusion            | Diffusion            | Audience moyenne          | Audience moyenne                       | Audience moyenne         | Audience moyenne | Réf.   |
| Épisode              | Jour                 | Horaire              | Nombre de téléspectateurs | Part de marché (sur les 4 ans et plus) | Part de marché (FRDA-50) | Classement       | Réf.   |
| -------------------- | -------------------- | -------------------- | ------------------------- | -------------------------------------- | ------------------------ | ---------------- | ------ |
| 1                    | Lundi 6 mai 2024     | 21 h 10 - 22 h 15    | 4 290 000                 | 21,9 %                                 | 19,1 %                   | 1er              | [ 21 ] |
| 2                    | Lundi 6 mai 2024     | 22 h 15 - 23 h 10    | 3 530 000                 | 22,8 %                                 | 19,1 %                   | 1er              | [ 21 ] |
| 3                    | Lundi 13 mai 2024    | 21 h 10 - 22 h 15    | 3 700 000                 | 18,6 %                                 | 14,4 %                   | 1er              | [ 22 ] |
| 4                    | Lundi 13 mai 2024    | 22 h 15 - 23 h 10    | 2 960 000                 | 18,9 %                                 | 14,4 %                   | 1er              | [ 22 ] |
| 5                    | Lundi 20 mai 2024    | 21 h 10 - 22 h 15    | 3 410 000                 | 16,8 %                                 | 14,2 %                   | 2e               | [ 23 ] |
| 6                    | Lundi 20 mai 2024    | 22 h 15 - 23 h 10    | 2 820 000                 | 18 %                                   | 14,2 %                   | 1er              | [ 23 ] |
|                      |                      |                      |                           |                                        |                          |                  |        |
| Moyenne de la saison | Moyenne de la saison | Moyenne de la saison | 3 450 000                 | 19,5 %                                 | 15,9 %                   |                  | [ 24 ] |

- Les plus hauts chiffres d'audience
- Les plus bas chiffres d'audience

### Accueil critique
Alexandre Letren, du site VL-Media, est enthousiaste : « Avec sa nouvelle série, TF1 poursuit la création de binômes que tout oppose dans ces comédies policières, mais fait un pas de côté en lui donnant un côté « père-fils » qui fait du bien. L'alchimie entre Thierry Neuvic et Ethann Isidore est immédiate et « contamine » littéralement le spectateur ».
Pour Thomas Destouches, de Télé-Loisirs, « La principale force de cette comédie policière est son duo de comédiens principaux. L'alchimie, la complémentarité et l'énergie déployée par Thierry Neuvic et Ethann Isidore sont indéniables et permettent de passer outre quelques raccourcis et facilités scénaristiques […] Si La recrue ne révolutionne pas le genre de la comédie policière, elle l'incarne avec efficacité, possède ce petit supplément d'épaisseur humaine et se révèle franchement divertissante ».
Pour Allociné, « choisir Ethann Isidore […] pour incarner le rôle de Kevin était judicieux. Le jeune homme est solaire dans chacune de ses scènes et son naturel est désarmant. Grâce à la fraîcheur de son interprétation, celui-ci se balade aisément entre le registre comique et le dramatique ».
En Belgique, Moustique salue le casting : « Dans le rôle de Kevin, on découvre Ethann Isisdore [sic], un gamin de 17 ans dont on devrait parler encore longtemps. À l'affiche de Fiasco [...], il a déjà tourné, excusez du peu, avec Harrison Ford dans Indiana Jones et le Cadran de la destinée. Une expérience qui lui a permis de monter les marches du Festival de Cannes... Et à ses côtés, dans un rôle qu'on croirait écrit sur mesure pour lui, Thierry Neuvic. Très à l'aise dans la peau de ce flic rigide cachant certaines blessures, l'acteur jour à la perfection et nous convainc, si c'était encore nécessaire, de son talent. ».